# 히가시삿포로역
히가시삿포로역(일본어: 東札幌駅)은 일본 홋카이도 삿포로시 시로이시구에 위치한 삿포로 시영 지하철의 역이다.

## 역 구조
상대식 승강장 2면 2선의 지하역이다. 출입구는 2곳 있지만 방향별로 개찰이 다르므로 주의가 필요하고 북쪽의 1번 출입구에서 오도리, 미야노사와 방면, 혹은 2번 출입구에서 오야치, 신삿포로 방면으로 가는 경우에는 한 번 출입구를 통과한 후, 지하의 연결 횡단 통로를 경유하여 반대편 승강장으로 가야 할 필요가 있다.
코인 락커・AED와 일반 화장실은 모두 1번 승강장 측에 있고, 신체 장애인용 화장실은 2번 승강장 측에 설치되어 있다.
2011년 8월 현재 엘리베이터는 2번 승강장 측에 설치하였고 새로 1번 승강장 측에도 설치하였다.

### 타는 곳
| 1 | 도자이 선 | 시로이시・신삿포로 방면 |
| 2 | 도자이 선 | 오도리・미야노사와 방면 |

## 이용 현황
삿포로 시 교통국의 조사에 따르면 2015년도 1일 평균 승차 인원은 10,072명이다.
최근 1일 평균 승차 인원의 추이는 다음과 같다.
| 연도 | 1일 평균 승차 인원 |
| ---- | ------------------ |
| 2009 | 8,823              |
| 2010 | 8,865              |
| 2011 | 8,915              |
| 2012 | 9,174              |
| 2013 | 9,535              |
| 2014 | 9,792              |
| 2015 | 10,072             |

## 역 주변
난고도리와 접하고 있으며, 중 규모의 상업 지역이다. 바로 옆에 이온, 조금 떨어진 곳에 맥스 밸류와 슈퍼 악스가 있어서 경쟁이 심하다.
- 이온 히가시 히가시삿포로 점
- 호텔 액센트 인 삿포로
- 삿포로 커뮤니케이션 파크 SORA
  - 삿포로 컨벤션 센터
  - iias SAPPORO
- 홋카이도 은행 히가시삿포로 지점
- 히가시삿포로 우체국

## 역사
- 1976년 6월 10일: 고토니 ~ 시로이시 역간 개통에 따라 영업 개시.
- 2008년 11월 26일: 스크린도어 사용 개시[2].

## 사진

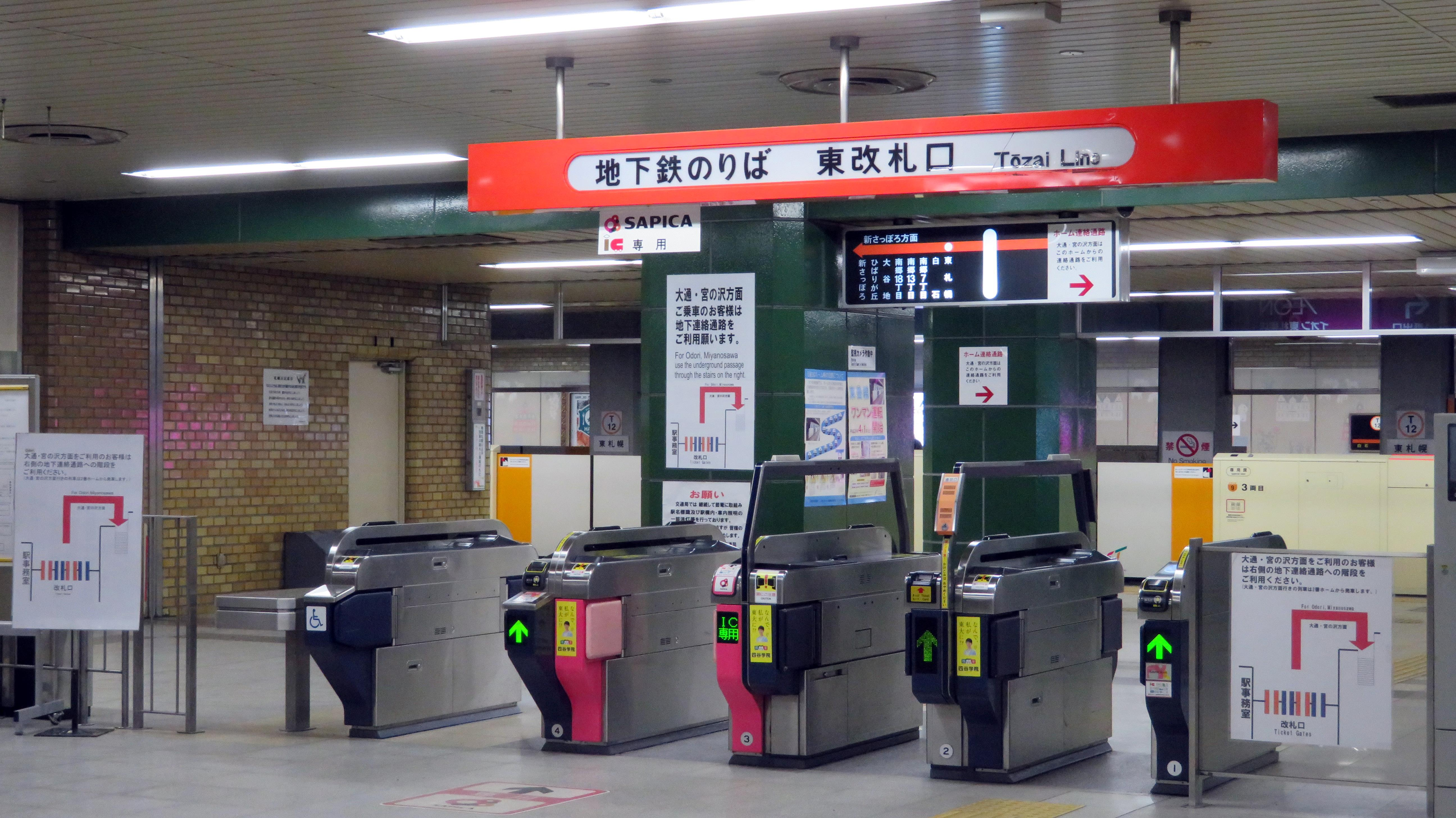
동쪽 개찰구
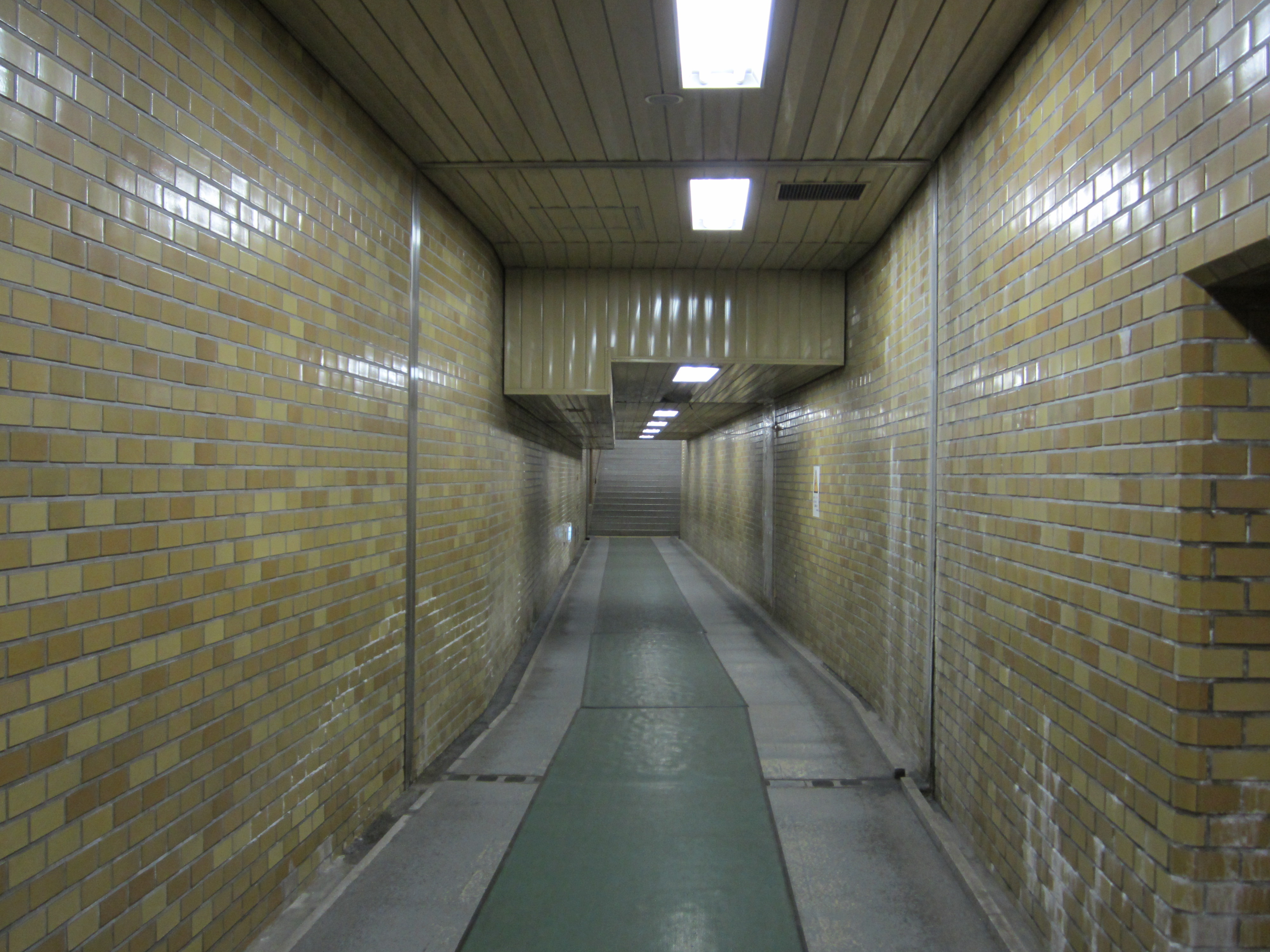
연결 횡단 통로
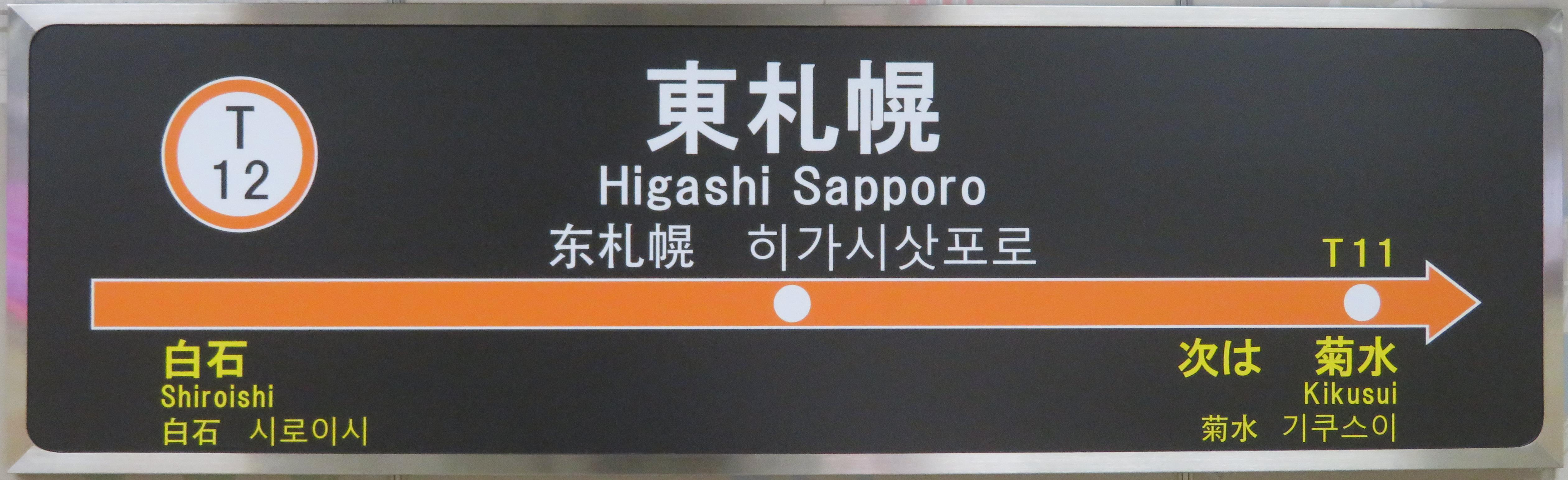
역명판

## 인접역
| 삿포로 시 교통국 지하철 도자이 선 | 삿포로 시 교통국 지하철 도자이 선 | 삿포로 시 교통국 지하철 도자이 선 |
| --------------------------------- | --------------------------------- | --------------------------------- |
| T11 기쿠스이 미야노사와 방면      | ● 도자이 선                       | T13 시로이시 신삿포로 방면        |